# Mustafa Sabbagh
Mustafa Sabbagh (Amman, 4 aprile 1961) è un fotografo e artista italiano.

## Biografia
(Mustafa Sabbagh, "Fotografi", SkyArte HD, 2013)
Nato in Giordania, ad Amman, di famiglia italo-giordana, consegue la laurea in architettura all'Università IUAV di Venezia e si trasferisce a Londra, dove si forma come assistente di Richard Avedon, collaborando anche con il Central Saint Martins College of Art and Design. Al ritorno in Italia si stabilisce a Ferrara, ma è spesso impegnato in varie parti del mondo sia come docente in workshops fotografici, sia per la realizzazione di shootings pubblicati su diverse riviste - quali The Face, Vogue, Sport & Street.
Dal 2005 si concentra sull'arte figurativa; le sue opere sono incentrate sulla pelle come "diario dell'unicità dell'individuo", che spesso dipinge di nero come critica sociale e sfida tecnica, e su mises en scène atte soprattutto a contestualizzare nel contemporaneo le allegorie della storia dell'arte (principalmente fiamminga e barocca).
Nel 2013, nella serie Fotografi di Sky Arte HD, è stato definito uno degli "otto artisti più significativi del panorama nazionale contemporaneo". Secondo il curatore e storico dell'arte Peter Weiermair, Sabbagh è "uno dei cento fotografi più influenti al mondo", e l'unico italiano fra i quaranta ritrattisti di nudo più importanti su scala internazionale.
Le sue opere sono state esposte in gallerie e musei italiani e stranieri. Tra di esse, risale al dicembre 2014 l'acquisizione di un suo dittico nella Collezione Farnesina.

## Opere

### Monografie e libri d'artista
- 2010: About Skin - Damiani Editore
- 2012: Memorie Liquide - ed. Fondazione Ferrara Arte
- 2013: Solo - edizione limitata e firmata di 81 copie, a cura di Peter Weiermair
- 2014: 17:17 - edizione limitata e firmata di 34 copie - Danilo Montanari Editore

### Raccolte
- 2013: The Naked and The Nude - edizione limitata di 500 copie, a cura di Peter Weiermair - ed. Grafiche dell'Artiere
- 2014: Faces - edizione limitata di 500 copie, a cura di Peter Weiermair - ed. Grafiche dell'Artiere